# 178267 Sarajevo
178267 Sarajevo è un asteroide della fascia principale. Scoperto nel 2007, presenta un'orbita caratterizzata da un semiasse maggiore pari a 3,1089768 UA e da un'eccentricità di 0,1260220, inclinata di 21,00690° rispetto all'eclittica.
L'asteroide è dedicato alla città di Sarajevo, capitale della Bosnia ed Erzegovina.